# Макс и Мориц
Макс и Мориц су званично проглашени за прве стрип јунаке. Настали су из пера Вилхелма Буша, немачког књижевника, сликара и цртача карикатура.
Десило се то случајно 1865. године. Буш је илустровао књигу за децу са двојицом несташних дечака - Максом и Морицом. Од ове илустроване приче до стрипа каквог данас познајемо недостајао је само један корак, а њега је начинио Вилијам Рандолф Херст чувени новински магнат и власник листа Њујорк џорнал. Боравећи у Европи видео је књигу са илустрацијама Макса и Морица и то му се јако свидело. По повратку у Америку наложио је цртачу Рудолфу Дирксу да створи копију тих ликова. Ускоро, тачније 12. децембра 1897. године, на страницама Херстовог листа рођен је стрип каквог данас познајемо. Овај хумористичко-сатирични стрип под називом "Деца која маучу" (The Katzenjamer kids) има два главна јунака, два несташна дечака, Ханса и Фрица (код нас су познатији под именом Бим и Бум). 
У част Макса и Морица у Немачкој је 1984. године установљена награда (Max und Moritz) која се додељује сваке друге године за најбољи стрип објављен у Немачкој.